# Guliskhan Nakhbayeva
Guliskhan Nakhbayeva (né le 20 juin 1991) est une joueuse d'échecs kazakhe, grand-maître international féminin à partir de 2012.
Au 1er juillet 2017, elle est la troisième joueuse kazakhe avec un classement Elo de 2 363 points.

## Carrière aux échecs

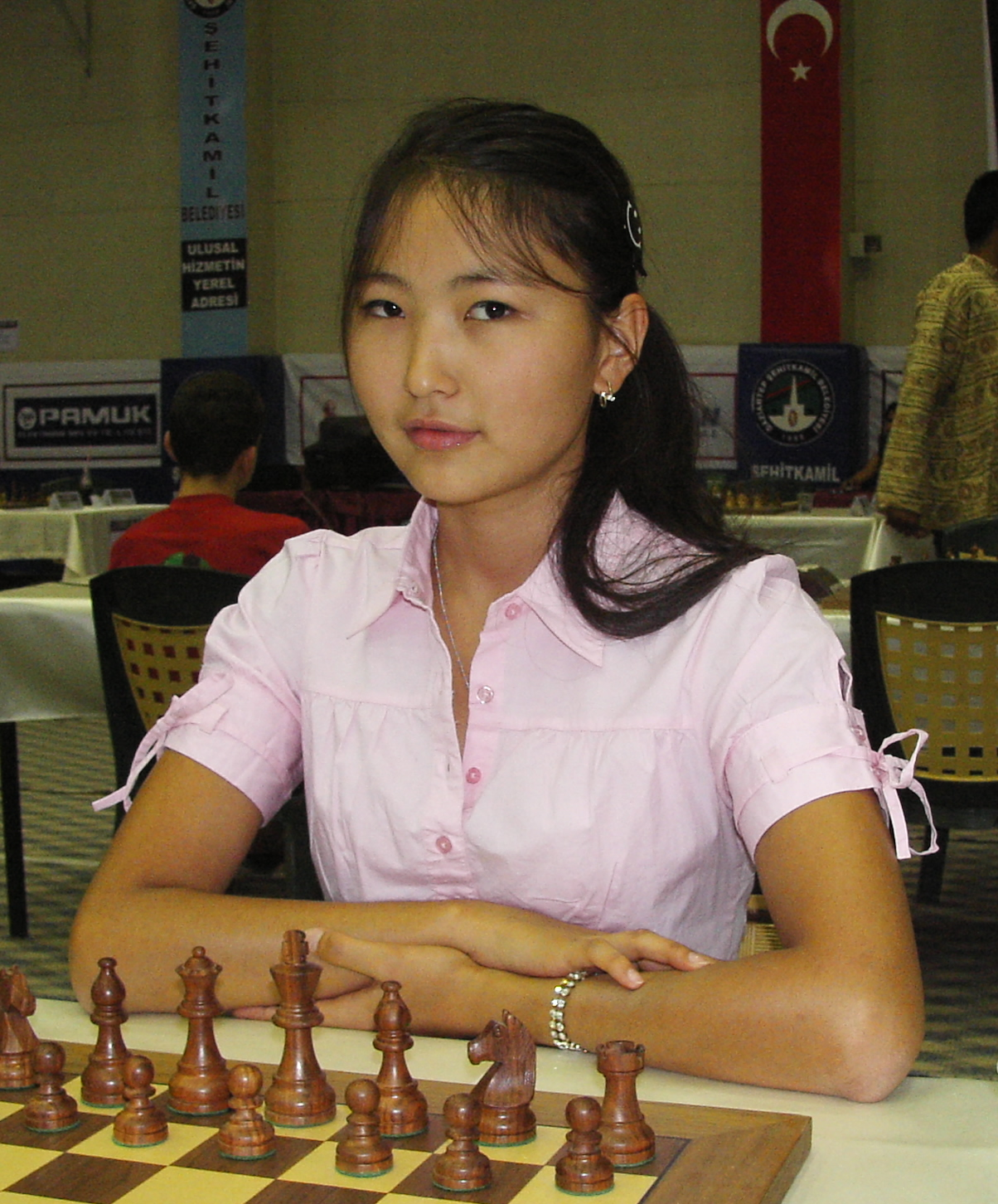
Nakhbayeva en 2008

Nakhbayeva a participé aux Jeux Asiatiques en 2010 dans le tournoi féminin rapide. Elle a également participé au Grand Prix FIDE féminin de Tachkent en 2013 où elle finit dernière.
En 2015, elle participa au championnat du monde d'échecs féminin et fut éliminée au premier tour par Tan Zhongyi.
En 2017, elle finit deuxième du  championnat d'Asie d'échecs.
Elle a représenté le Kazakhstan lors de quatre olympiades d'échecs féminines (de 2008 à 2014). En 2014, elle jouait au premier échiquier et l'équipe du Kazakhstan finit à la sixième place.